# Nalda
 (juillet 2023).
Si vous disposez d'ouvrages ou d'articles de référence ou si vous connaissez des sites web de qualité traitant du thème abordé ici, merci de compléter l'article en donnant les références utiles à sa vérifiabilité et en les liant à la section « Notes et références ».
Nalda est une commune de la communauté autonome de La Rioja, en Espagne.

## Géographie
Elle est située à 17 km au sud de la ville de Logroño.
À proximité se trouvent les formations rocheuses de Peña Bajenza (en).

## Histoire
La ville a vu les préliminaires de la Bataille de Clavijo, entre les Arabes et les Chrétiens en 844. Elle figure pour la première fois au XIe siècle comme propriété donnée par le roi García IV de Navarre à son épouse Estefania.

## Démographie
| 1900  | 1910  | 1920  | 1930  | 1940  | 1950  | 1960  | 1970  | 1981 |
| ----- | ----- | ----- | ----- | ----- | ----- | ----- | ----- | ---- |
| 1 714 | 1 549 | 1 458 | 1 448 | 1 425 | 1 295 | 1 357 | 1 034 | 938  |

| 1991 | 2001 | 2011  | - | - | - | - | - | - |
| ---- | ---- | ----- | - | - | - | - | - | - |
| 890  | 893  | 1 016 | - | - | - | - | - | - |

## Administration

### Conseil municipal
La ville de Nalda comptait 1 023 habitants aux élections municipales du 26 mai 2019. Son conseil municipal (en espagnol : Pleno del Ayuntamiento) se compose donc de 7 élus.
| Parti | Parti                                    | Voix | %       | Élus  |
| ----- | ---------------------------------------- | ---- | ------- | ----- |
|       | Parti populaire (PP)                     | 481  | 70,01 % | 5 / 7 |
|       | Parti socialiste ouvrier espagnol (PSOE) | 206  | 29,99 % | 2 / 7 |

### Liste des maires
| Mandat    | Maire | Maire                        | Parti                |
| --------- | ----- | ---------------------------- | -------------------- |
| 1979-1983 |       | Narciso Viguera Martínez     | Democracia Municipal |
| 1983-1987 |       | Pablo Pedro Ruíz Chácharo    | PSOE                 |
| 1987-1991 |       | Pablo Pedro Ruíz Chácharo    | PSOE                 |
| 1991-1995 |       | Juan Bautista García Escarza | PSOE                 |
| 1995-1999 |       | Juan Bautista García Escarza | PSOE                 |
| 1999-2003 |       | Jesús Ramírez Martínez       | PSOE                 |
| 2003-2007 |       | Domingo Ruíz Fernández       | PP                   |
| 2007-2011 |       | Domingo Ruíz Fernández       | PP                   |
| 2011-2015 |       | Daniel Osés Ramírez          | PP                   |
| 2015-2019 |       | Daniel Osés Ramírez          | PP                   |
| 2019-2023 |       | Daniel Osés Ramírez          | PP                   |

## Monuments
- Église de l'Asunción. Construite au XVIe siècle, elle est de style Renaissance.
- Ermitage de Santa Maria de Villavieja. Situé à environ 1 kilomètre du village, elle a été construite au XVIIe siècle et est de style Baroque.